# Вазописець Лікурга

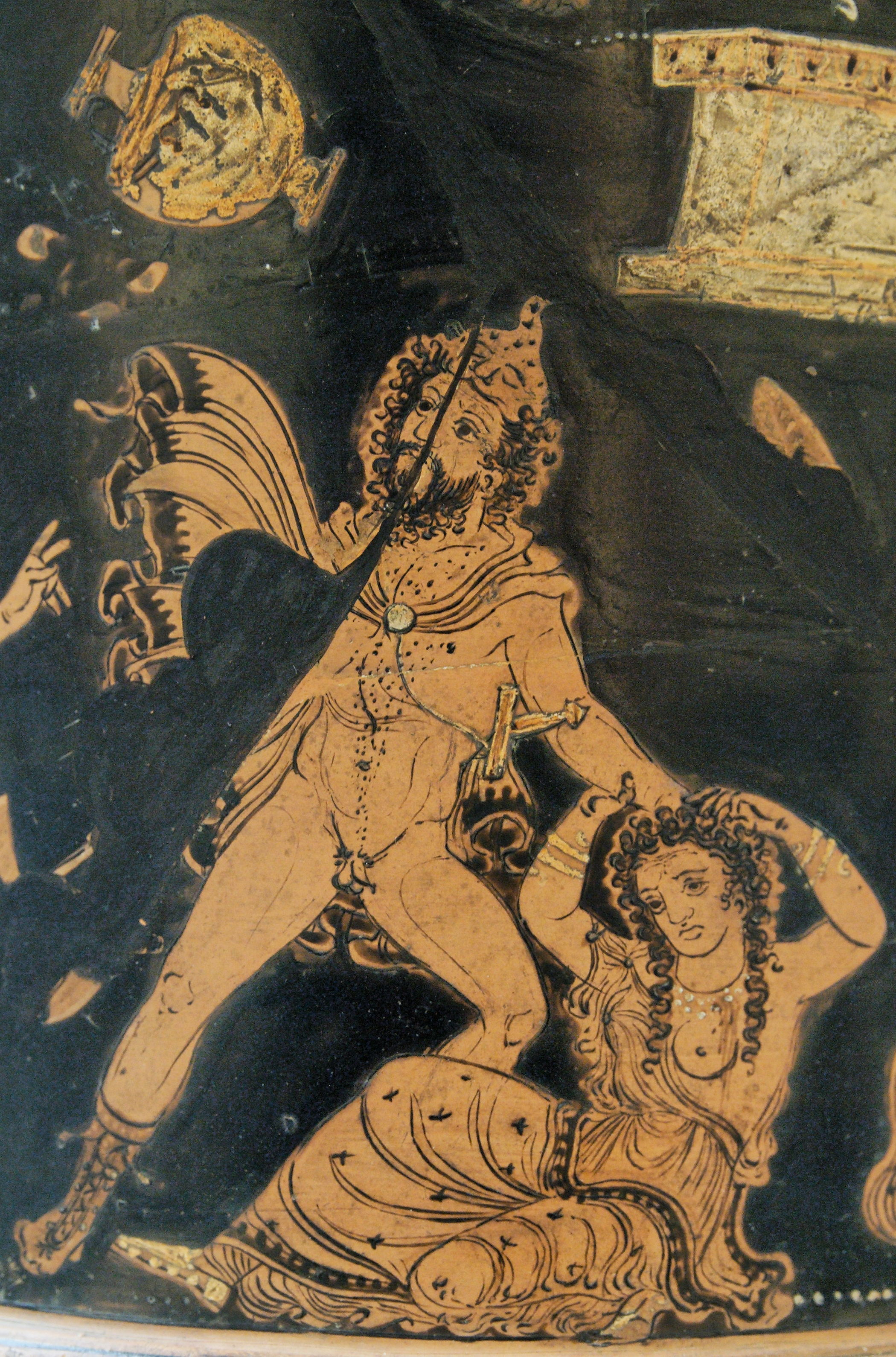
Іменна ваза — кілікс-кратер: Божевілля Лікурга

Вазописець Лікурга (нім. Lykurgos-Maler, англ. Lycurgus Painter) — анонімний давньогрецький вазописець, який працював в Апулії у IV столітті до н. е.

## Основні роботи
- Його іменна ваза — кілікс-кратер із зображенням сцени божевілля Лікурга, який нині зберігається у Британському музеї[1].
- 1956 року Метрополітен-музей, успадкувавши майно американського медамагната Вільяма Рендольфа Херста, отримав вазу, також віднесену до авторства Вазописця Лікурга[1].
- Майстру також належить розпис кількох кратерів із волютами та пеліка, які перебувають у зібранні Палацу Леоні Монтанарі у Турині, Італія[2].
- Кілікс-кратер Вазописця Лікурга зберігається у Державному музеї образотворчих мистецтв імені О. С. Пушкіна у Москві[3].